# 三溪桥镇
三溪桥镇，是中华人民共和国江西省九江市永修县下辖的一个乡镇级行政单位。

## 行政区划
三溪桥镇下辖以下地区：
三溪桥社区、三溪桥村、横山村、黄岭村、河桥村、旭光村和杨垅村。